# 3 000 mètres féminin aux championnats du monde d'athlétisme en salle 2022
Pour un article plus général, voir Championnats du monde d'athlétisme en salle 2022.
Navigation
2018 2023
L'épreuve du 3 000 mètres féminin des championnats du monde en salle de 2022 se déroule le 18 mars 2022 dans la Štark Arena de Belgrade, en Serbie. L'épreuve se dispute sous la forme d'une finale directe. 

## Résultats
| Rang               | Athlète                  | Pays            | Temps   | Notes |
| ------------------ | ------------------------ | --------------- | ------- | ----- |
| Médaille d'or      | Lemlem Hailu             | Éthiopie        | 8:41.82 | SB    |
| Médaille d'argent  | Elle Purrier St. Pierre  | États-Unis      | 8:42.04 |       |
| Médaille de bronze | Ejgayehu Taye            | Éthiopie        | 8:42.23 |       |
| 4                  | Gabriela DeBues-Stafford | Canada          | 8:42.89 |       |
| 5                  | Dawit Seyaum             | Éthiopie        | 8:44.55 |       |
| 6                  | Jessica Hull             | Australie       | 8:44.97 |       |
| 7                  | Alicia Monson            | États-Unis      | 8:46.39 |       |
| 8                  | Rahel Daniel             | Érythrée        | 8:46.53 | NR    |
| 9                  | Laura Galván             | Mexique         | 8:46.65 |       |
| 10                 | Beatrice Chebet          | Kenya           | 8:47.50 |       |
| 11                 | Hanna Klein              | Allemagne       | 8:48.73 |       |
| 12                 | Selamawit Teferi         | Israël          | 8:50.91 |       |
| 13                 | Luiza Gega               | Albanie         | 8:53.14 |       |
| 14                 | Edinah Jebitok           | Kenya           | 8:53.25 |       |
| 15                 | Amy-Eloise Markovc       | Grande-Bretagne | 8:53.57 |       |
| 16                 | Marta Pérez              | Espagne         | 8:57.81 |       |
| 17                 | Meraf Bahta              | Suède           | 8:58.68 |       |
| 18                 | Julie-Anne Staehli       | Canada          | 8:58.73 |       |
| 19                 | Lauren Ryan              | Australie       | 9:13.93 |       |
| 20                 | Jhoselyn Camargo         | Bolivie         | 9:28.98 | NR    |

## Légende
Records et Performances
- AR : Record continental (area record)
- CR : Record des championnats (championship record)
- MR : Record du meeting (meet record)
- NR : Record national (national record)
- OR : Record olympique (olympic record)
- PR : Record paralympique (paralympic record)
- PB : Record personnel (personal best)
- SB : Meilleure performance personnelle de la saison (season's best)
- WL : Meilleure performance mondiale de l'année (world leader)
- WJR : Record du monde junior (world junior record)
- WR : Record du monde (world record)

Circonstances et Conditions
- DNF : N'a pas terminé (did not finish)
- DNS : N'a pas pris le départ (did not start)
- DQ : Disqualification (disqualification)
- NM : Aucun essai valable enregistré (No Mark)
- Q : Qualifié « directement » au prochain tour (ou à la prochaine compétition), lors d'une compétition majeure, grâce au classement ou à la réalisation des minima (automatic qualifier)
- q : Qualifié au prochain tour (ou à la prochaine compétition), lors d'une compétition majeure, grâce au repêchage ou à la réalisation de l'une des meilleures performances parmi celles des « non qualifiés directement » (grâce au meilleur temps ou à la meilleure distance par exemple) (secondary qualifier)